# Nullis certe verbis
Nullis certe verbis ist eine weitere Enzyklika von Papst Pius IX. über den Kirchenstaat, er wandte sich am 19. Januar 1860 erneut an seine Mitbrüder und erklärte die „Notwendigkeit für die staatsbürgerliche Souveränität“.
Bezug nehmend auf seine Enzyklika Qui nuper vom 18. Juni 1859, brachte er seine Freude und sein Lob zum Ausdruck, er bedankte sich für die erwiesene Treue und Bereitschaft und bezeichnete dieses als bewundernswerte Loyalität. Gleichfalls bedankte sich Pius IX. für die Sachleistungen und Briefe, mit denen die gotteslästerlichen Angriffe auf die bürgerliche Macht der römischen Kirche kritisiert worden seien.
Er ging dann auf das Antwortschreiben des französischen Kaisers Napoleon III. ein, welches dieser auf Grund des päpstlichen Hilfeersuchens zum Heiligen Stuhl gesandt habe. Auf den von Napoleon III.  eingebrachten Vorschlag, dass der Kirchenstaat auf alle territorialen und herrschaftlichen Ansprüche verzichten solle, könne man absolut nicht eingehen. Denn dann, so meinte er, würde man auch die staatsbürgerliche Souveränität aufgeben.